# Ваня (фільм, 1958)
«Ваня» — радянський чорно-білий художній фільм-драма 1958 року, на Свердловській кіностудії.

## Сюжет
Рано втративши батьків, Іван став жити у дядька. Дядько був людиною доброю, але усиновити хлопця проти волі дружини не міг, бачив, що вона не любить його. А Ваня знав це і тягнувся до чужих людей. Так випадково він познайомився з Яшкою. Душевний хлопець відразу ж пообіцяв Вані, що влаштує його на роботу. Про це Ваня навіть і не мріяв. Знайомство з Оленою (Наталія Защипіна) і зовсім окрилило хлопця. З нею йому добре і спокійно. Їй він довіряє свої найпотаємніші мрії. Але незабаром сталося несподіване. У тітоньки пропали гроші. Прийшов міліціонер, а далі все пройшло швидко і, загалом, згідно із законом. У виправно-трудовій колонії Ваня пробув два роки і повернувся в рідне місто з твердим наміром вчитися і працювати. Даремно думав Яшка, що тепер вони пов'язані однією ниточкою.

## У ролях
- Лев Жуков — Ваня Татарников
- Наталія Защипіна — Олена Крильцова
- Іван Дмитрієв — Дмитро Крильцов, батько Олени, парторг заводу
- Григорій Бєлов — Гаврило Медведков, дядько Івана
- Ольга Вікландт — Медведкова Анна Василівна, тітка Івана
- Лев Дуров — Саша
- Юрій Лебедко — Ілля
- Дмитро Гошев — Паша
- Юрій Саранцев — Яшка
- Раїса Куркіна — Клавдія
- Лев Перфілов — Федір, напарник Івана на заводі
- Сергій Філіппов — міліціонер
- Елла Полковникова — епізод
- Юрій Васильєв — міліціонер
- Микола Ємельянов — епізод
- Петро Скворцов — епізод

## Знімальна група
- Режисери — Анатолій Дудоров, Аркадій Шульман
- Сценарист — Олег Стукалов-Погодін
- Оператори — Ігор Лукшин, Костянтин Дупленський
- Композитор — Юрій Бірюков
- Художник — Олексій Лебедєв